# Provincia del Lago
La provincia del Lago è una delle province del Ciad che si affaccia sul lago Ciad. Il capoluogo è Bol.

## Suddivisioni amministrative
La provincia è divisa nei seguenti dipartimenti:
| Dipartimento | Capoluogo | Sottoprefetture                                                      |
| ------------ | --------- | -------------------------------------------------------------------- |
| Doum Doum    | Doum Doum | Doum Doum, Kouloudia, Balladja, Isseïrom, Yourtou, Makarrati, Amerom |
| Wayi         | Ngouri    | Ngouri, Ndjigdada, Galla-Bira, Dibinentchi                           |
| Mamdi        | Bol       | Kinesserom, Bol, Kangalam, Ngarangou                                 |
| Kaya         | Baga Sola | Baga Sola, Ngouboua                                                  |
| Fouli        | Liwa      | Liwa, Kaiga-Kindjiria, Dabouaiwa                                     |